# 毛箨茶竿
毛箨茶竿（学名：Pseudosasa maculifera var. hirsuta）为禾本科茶秆竹属下的一个变种。